# Qualifications pour le tournoi masculin de volley-ball aux Jeux olympiques d'été de 2012/Europe
Pour un article plus général, voir Volley-ball (indoor) aux Jeux olympiques d'été de 2012 – Qualifications hommes.

## Tour pré-éliminatoire

### Équipe qualifiée
- Danemark

## Tour éliminatoire

### Équipes qualifiées
- Espagne
- Grèce
- Pays-Bas
- Ukraine
- Lettonie
- Monténégro

## Tournois de pré-qualification

### Déroulement des tournois
Les équipes qualifiées après la tour éliminatoire sont incluses dans des poules de 6 équipes. Chaque poule constitue un "tournoi" qui se joue sur 6 jours dans un même lieu.
Chaque poule sera divisée en 2 groupes de 3 équipes qui se rencontreront toutes les 3. À la suite de ces matchs, l'équipe classée 3e de chaque groupe sera éliminée et les 2 premières équipes de chaque groupe disputeront les demi-finales puis la finale de la poule (pour les vainqueurs des 2 demi-finales). L'équipe vainqueur de la finale sera qualifiée pour le prochain tour : le Tournoi de Qualification.

### Composition des poules
La composition des poules est décidée par la CEV.
| Tournoi n°1                                           | Tournoi n°2                                       | Tournoi n°3                                         |
| ----------------------------------------------------- | ------------------------------------------------- | --------------------------------------------------- |
| Slovaquie Turquie Estonie Autriche Espagne Monténégro | France Tchéquie Belgique Allemagne Grèce Lettonie | Finlande Slovénie Portugal Croatie Pays-Bas Ukraine |

### Tournoi n°1
- Date :  22 novembre 2012 - 26 novembre 2012
- Lieu :   Poprad

#### Composition des groupes
| Groupe 1                   | Groupe 2                   |
| -------------------------- | -------------------------- |
| Slovaquie Autriche Espagne | Turquie Estonie Monténégro |

#### Première phase

##### Groupe 1
| # | Équipe    | Pts | J | G | Gt | Pt | P | Sp | Sc | Ratio | Pp  | Pc  | Ratio |
| 1 | Slovaquie | 6   | 2 | 2 | 0  | 0  | 0 | 6  | 1  | 6     | 176 | 137 | 1.285 |
| 2 | Espagne   | 3   | 2 | 1 | 0  | 0  | 1 | 4  | 4  | 1     | 180 | 182 | 0.989 |
| 3 | Autriche  | 0   | 2 | 0 | 0  | 0  | 2 | 1  | 6  | 0.167 | 135 | 172 | 0.785 |

##### Groupe 2
| # | Équipe     | Pts | J | G | Gt | Pt | P | Sp | Sc | Ratio | Pp  | Pc  | Ratio |
| 1 | Estonie    | 4   | 2 | 1 | 0  | 1  | 0 | 5  | 3  | 1.667 | 181 | 156 | 1.16  |
| 2 | Turquie    | 3   | 2 | 1 | 0  | 0  | 1 | 3  | 3  | 1     | 131 | 132 | 0.992 |
| 3 | Monténégro | 2   | 2 | 0 | 1  | 0  | 1 | 3  | 5  | 0.6   | 157 | 181 | 0.867 |

#### Phase finale
|  | Demi-finales               | Demi-finales |           |   | Finale | Finale |
|  | Demi-finales               | Demi-finales |           |   | Finale | Finale |
|  |                            |              |           |   |        |        |
|  | 1er groupe A - 2e groupe B |              |           |   |        |        |
|  |                            |              |           |   |        |        |
|  | Slovaquie                  | 3            |           |   |        |        |
|  | Slovaquie                  | 3            |           |   |        |        |
|  | Turquie                    | 2            |           |   |        |        |
|  | Turquie                    | 2            | Slovaquie | 2 |        |        |
|  | 1er groupe B - 2e groupe A |              | Slovaquie | 2 |        |        |
|  |                            | Espagne      | 3         |   |        |        |
|  | Estonie                    | Espagne      | 3         | 1 |        |        |
|  | Estonie                    |              |           | 1 |        |        |
|  | Espagne                    | 3            |           |   |        |        |
|  | Espagne                    | 3            |           |   |        |        |

### Tournoi n°2
- Date :  23 novembre 2011 - 27 novembre 2011
- Lieu :   Tourcoing

#### Composition des groupes
| Groupe 1               | Groupe 2                       |
| ---------------------- | ------------------------------ |
| France Allemagne Grèce | Rép. Tchèque Belgique Lettonie |

#### Première phase

##### Groupe 1
| # | Équipe    | Pts | J | G | Gt | Pt | P | Sp | Sc | Ratio | Pp  | Pc  | Ratio |
| 1 | France    | 5   | 2 | 1 | 1  | 0  | 0 | 6  | 2  | 3     | 163 | 157 | 1.038 |
| 2 | Allemagne | 4   | 2 | 1 | 0  | 1  | 0 | 5  | 4  | 1.25  | 197 | 160 | 1.231 |
| 3 | Grèce     | 0   | 2 | 0 | 0  | 0  | 2 | 1  | 6  | 0.167 | 129 | 172 | 0.75  |

##### Groupe 2
| # | Équipe       | Pts | J | G | Gt | Pt | P | Sp | Sc | Ratio | Pp  | Pc  | Ratio |
| 1 | Rép. Tchèque | 5   | 2 | 1 | 1  | 0  | 0 | 6  | 4  | 1.5   | 210 | 198 | 1.061 |
| 2 | Belgique     | 3   | 2 | 1 | 0  | 0  | 1 | 4  | 3  | 1.333 | 165 | 158 | 1.044 |
| 3 | Lettonie     | 1   | 2 | 0 | 0  | 1  | 1 | 2  | 6  | 0.333 | 167 | 186 | 0.898 |

#### Phase finale
|  | Demi-finales               | Demi-finales |          |   | Finale | Finale |
|  | Demi-finales               | Demi-finales |          |   | Finale | Finale |
|  |                            |              |          |   |        |        |
|  | 1er groupe A - 2e groupe B |              |          |   |        |        |
|  |                            |              |          |   |        |        |
|  | France                     | 2            |          |   |        |        |
|  | France                     | 2            |          |   |        |        |
|  | Belgique                   | 3            |          |   |        |        |
|  | Belgique                   | 3            | Belgique | 0 |        |        |
|  | 1er groupe B - 2e groupe A |              | Belgique | 0 |        |        |
|  |                            | Allemagne    | 3        |   |        |        |
|  | Rép. Tchèque               | Allemagne    | 3        | 1 |        |        |
|  | Rép. Tchèque               |              |          | 1 |        |        |
|  | Allemagne                  | 3            |          |   |        |        |
|  | Allemagne                  | 3            |          |   |        |        |

### Tournoi n°3
- Date :  22 novembre 2011 - 26 novembre 2011
- Lieu :   Osijek

#### Composition des groupes
| Groupe 1                  | Groupe 2                  |
| ------------------------- | ------------------------- |
| Finlande Croatie Pays-Bas | Slovénie Portugal Ukraine |

#### Première phase

##### Groupe 1
| # | Équipe   | Pts | J | G | Gt | Pt | P | Sp | Sc | Ratio | Pp  | Pc  | Ratio |
| 1 | Finlande | 6   | 2 | 2 | 0  | 0  | 0 | 6  | 1  | 6     | 170 | 150 | 1.133 |
| 2 | Croatie  | 2   | 2 | 0 | 1  | 0  | 1 | 3  | 5  | 0.6   | 175 | 191 | 0.916 |
| 3 | Pays-Bas | 1   | 2 | 0 | 0  | 1  | 1 | 3  | 6  | 0.5   | 203 | 206 | 0.985 |

##### Groupe 2
| # | Équipe   | Pts | J | G | Gt | Pt | P | Sp | Sc | Ratio | Pp  | Pc  | Ratio |
| 1 | Slovénie | 5   | 2 | 1 | 1  | 0  | 0 | 6  | 3  | 2     | 212 | 201 | 1.055 |
| 2 | Portugal | 4   | 2 | 1 | 0  | 1  | 0 | 5  | 3  | 1.667 | 188 | 177 | 1.062 |
| 3 | Ukraine  | 0   | 2 | 0 | 0  | 0  | 2 | 1  | 6  | 0.167 | 150 | 172 | 0.872 |

#### Phase finale
|  | Demi-finales               | Demi-finales |          |   | Finale | Finale |
|  | Demi-finales               | Demi-finales |          |   | Finale | Finale |
|  |                            |              |          |   |        |        |
|  | 1er groupe A - 2e groupe B |              |          |   |        |        |
|  |                            |              |          |   |        |        |
|  | Finlande                   | 3            |          |   |        |        |
|  | Finlande                   | 3            |          |   |        |        |
|  | Portugal                   | 0            |          |   |        |        |
|  | Portugal                   | 0            | Finlande | 3 |        |        |
|  | 1er groupe B - 2e groupe A |              | Finlande | 3 |        |        |
|  |                            | Slovénie     | 1        |   |        |        |
|  | Slovénie                   | Slovénie     | 1        | 3 |        |        |
|  | Slovénie                   |              |          | 3 |        |        |
|  | Croatie                    | 2            |          |   |        |        |
|  | Croatie                    | 2            |          |   |        |        |

### Classement des équipes classées deuxièmes
| # | Équipe    | Pts | J | G | Gt | Pt | P | Sp | Sc | Ratio | Pp  | Pc  | Ratio |
| 1 | Slovaquie | 9   | 4 | 2 | 1  | 1  | 0 | 11 | 6  | 1.833 | 389 | 347 | 1.121 |
| 2 | Slovénie  | 7   | 4 | 1 | 2  | 0  | 1 | 10 | 8  | 1.25  | 411 | 379 | 1.084 |
| 3 | Belgique  | 5   | 4 | 1 | 1  | 0  | 2 | 7  | 8  | 0.875 | 339 | 337 | 1.006 |

### Équipes qualifiées
- Espagne
- Allemagne
- Finlande
- Slovaquie
- Slovénie

## Tournoi de qualification
- Date :  8 mai 2012 - 13 mai 2012
- Lieu :   Varna

### Équipes concernées
- Bulgarie (Organisateur)
- Serbie (1er du championnat d'Europe 2011 / non qualifié lors de la coupe du monde 2011)
- Italie (2e du championnat d'Europe 2011 / non qualifié lors de la coupe du monde 2011)
- Espagne (Vainqueur du tournoi de pré-qualification n°1)
- Allemagne (Vainqueur du tournoi de pré-qualification n°2)
- Finlande (Vainqueur du tournoi de pré-qualification n°3)
- Slovaquie (Meilleur deuxième des tournois de pré-qualification)
- Slovénie (Deuxième meilleur deuxième des tournois de pré-qualification)

#### Équipes déjà qualifiées
- Pologne (3e du championnat d'Europe 2011 / qualifié lors de la coupe du monde 2011)
- Russie (4e du championnat d'Europe 2011 / qualifié lors de la coupe du monde 2011)

### Déroulement du tournoi
Les 3 équipes qualifiées après les tournois de pré-qualification participent au tournoi final de qualification comprenant 8 équipes. Le tournoi se déroulera du 8 au 13 mai 2012 en Bulgarie.
Les 8 équipes seront divisées en 2 groupes de 4 équipes qui se rencontreront toutes. À la suite de ces matchs, les équipes classées 3e et 4e de chaque groupe seront éliminées et les 2 premières équipes de chaque groupe disputeront les demi-finales puis la finale du tournoi (pour les vainqueurs des 2 demi-finales). L'équipe vainqueur de la finale sera qualifiée pour les Jeux Olympiques de 2012.

### Composition des groupes
| Groupe A                         | Groupe B                            |
| -------------------------------- | ----------------------------------- |
| Serbie Bulgarie Espagne Slovénie | Italie Allemagne Finlande Slovaquie |

### Première phase

#### Groupe A
| # | Équipe   | Pts | J | G | Gt | Pt | P | Sp | Sc | Ratio | Pp  | Pc  | Ratio |
| 1 | Bulgarie | 9   | 3 | 3 | 0  | 0  | 0 | 9  | 0  | MAX   | 225 | 176 | 1.278 |
| 2 | Serbie   | 6   | 3 | 2 | 0  | 0  | 1 | 6  | 5  | 1.2   | 258 | 241 | 1.071 |
| 3 | Espagne  | 3   | 3 | 1 | 0  | 0  | 2 | 4  | 6  | 0.667 | 210 | 231 | 0.909 |
| 4 | Slovénie | 0   | 3 | 0 | 0  | 0  | 3 | 1  | 9  | 0.111 | 204 | 249 | 0.819 |

#### Groupe B
| # | Équipe    | Pts | J | G | Gt | Pt | P | Sp | Sc | Ratio | Pp  | Pc  | Ratio |
| 1 | Italie    | 8   | 3 | 2 | 1  | 0  | 0 | 9  | 2  | 4.5   | 253 | 236 | 1.072 |
| 2 | Allemagne | 6   | 3 | 2 | 0  | 0  | 1 | 6  | 4  | 1.5   | 242 | 225 | 1.076 |
| 3 | Slovaquie | 3   | 3 | 1 | 0  | 0  | 2 | 3  | 7  | 0.429 | 215 | 230 | 0.935 |
| 4 | Finlande  | 1   | 3 | 0 | 0  | 1  | 2 | 4  | 9  | 0.444 | 282 | 301 | 0.937 |

### Phase finale
|  | Demi-finales               | Demi-finales |           |   | Finale | Finale |
|  | Demi-finales               | Demi-finales |           |   | Finale | Finale |
|  |                            |              |           |   |        |        |
|  | 1er groupe A - 2e groupe B |              |           |   |        |        |
|  |                            |              |           |   |        |        |
|  | Bulgarie                   | 1            |           |   |        |        |
|  | Bulgarie                   | 1            |           |   |        |        |
|  | Allemagne                  | 3            |           |   |        |        |
|  | Allemagne                  | 3            | Allemagne | 2 |        |        |
|  | 1er groupe B - 2e groupe A |              | Allemagne | 2 |        |        |
|  |                            | Italie       | 3         |   |        |        |
|  | Italie                     | Italie       | 3         | 3 |        |        |
|  | Italie                     |              |           | 3 |        |        |
|  | Serbie                     | 1            |           |   |        |        |
|  | Serbie                     | 1            |           |   |        |        |

## Classement final
| Rang | Equipe    |
| ---- | --------- |
| 1er  | Italie    |
| 2e   | Allemagne |
| 3e   | Bulgarie  |
| 3e   | Serbie    |
| 5e   | Espagne   |
| 5e   | Slovaquie |
| 5e   | Finlande  |
| 5e   | Slovénie  |

## Équipe qualifiée
- Italie (10e participation)